# Johann Lorenz Albrecht
Johann Lorenz Albrecht (* 8. Januar 1732 in Görmar; † 29. November 1768 in Mühlhausen/Thüringen) war ein deutscher Musikschriftsteller und Komponist.

## Leben
Albrecht war Schüler am Gymnasium zu Mühlhausen und wurde ab April 1747 vom Mühlhauser Organisten Philipp Christoph Rauchfuß im Klavierspiel unterrichtet. 
Ab 1752 studierte er Theologie an der Universität Leipzig. Am 28. Oktober 1758 wurde er Lehrer am Gymnasium sowie Kantor und Musikdirektor an der Marienkirche in Mühlhausen. 
1762 wurde Albrecht Mitglied der deutschen Gesellschaft der Universität Altdorf.
Albrecht kam durch Schriften über die Tonkunst zu Ansehen. Berühmt wurde er vor allem durch die Herausgabe der Musica mechanica organoedi von Jakob Adlung sowie dessen Musikalisches Siebengestirn und von Agostino Steffanis Quanta certezza unter dem Titel Steffani's Sendschreiben mit Zusätzen und einer Vorrede. 